# キラー・テナント
『キラー・テナント』（killer-tenant）は、古澤健監督の日本映画。成人映画『怪談回春荘 こんな私に入居して』（かいだんかいしゅんそう こんなわたしににゅうきょして）として2020年8月7日公開。2020年10月27日に『キラー・テナント』に改題され一般公開。

## 概要
夏にふさわしい怪談映画とのオファーを受けた古澤健が手掛けるホラーコメディ＆ピンク作品。下水道から出られなくなってしまった男・村田吾郎の過去を巡る物語。
映倫審査番号122457を受けたR-18指定作品（上映時間：70分）であるが、『キラー・テナント 迷宮の宴』（S-2183）としてR-15版も審査されている。古澤によるとこちらが原題だという。
2020年10月の「OP PICTURES+フェス2020」ではR15+指定作品に再編集され『キラー・テナント』のタイトルで上映される（上映時間：80分）。2021年7月2日に同じく『キラー・テナント』のタイトルでDVD発売。

## あらすじ
うらさびれた町のアパート。借金から家賃が払えずにいる村田吾郎は転がり込んだ女に身体を売らせてなんとか生活をしのいでいた。しかし、いよいよ深刻な状況に陥った村田は行動に出る。一方、大家も金を取り立てるためある男を仕向けていた。

## 登場人物
新山千尋
演 ‐ 桜木優希音
ひょんなことから村田吾郎の家に住むことになった女性。
村田吾郎
演 ‐ 石川雄也
日々の金に苦しむ男。事実上の主人公。
桑山妙子
演 ‐ 加藤ツバキ
アパートの大家。
細川知絵
演 ‐ 美園和花
アパートの住人。
品田徹
演 ‐ 細川佳央
アパートに越してきた狂気の男。妙子が呼び寄せ、吾郎に借金返済を力づくで迫る。
下水道の男
演 ‐ 古川博巳
下水道から顔を出す身なりのいい謎の紳士。
山田
演 ‐ 古澤健
アパート1階の住人。
- 馬場誠
- 島崎真人
- 菊嶌稔章
- 及川玲音

## スタッフ
- 監督・脚本・編集：古澤健
- 撮影：山田達也
- 照明：玉川直人
- 編集：山内大輔
- 助監督：島崎真人、菊嶌稔章
- スチール：平野敬子
- 音響：川口陽一[6]
- 音楽：宇波拓[6]
- 録音：臼井勝
- 制作協力：高杉孝宏
- 衣裳協力：纐纈春樹
- 仕上げ：東映ラボ・テック
- 制作：不写之射プロ
- 提供：オーピー映画